# トマホーク・チョップ

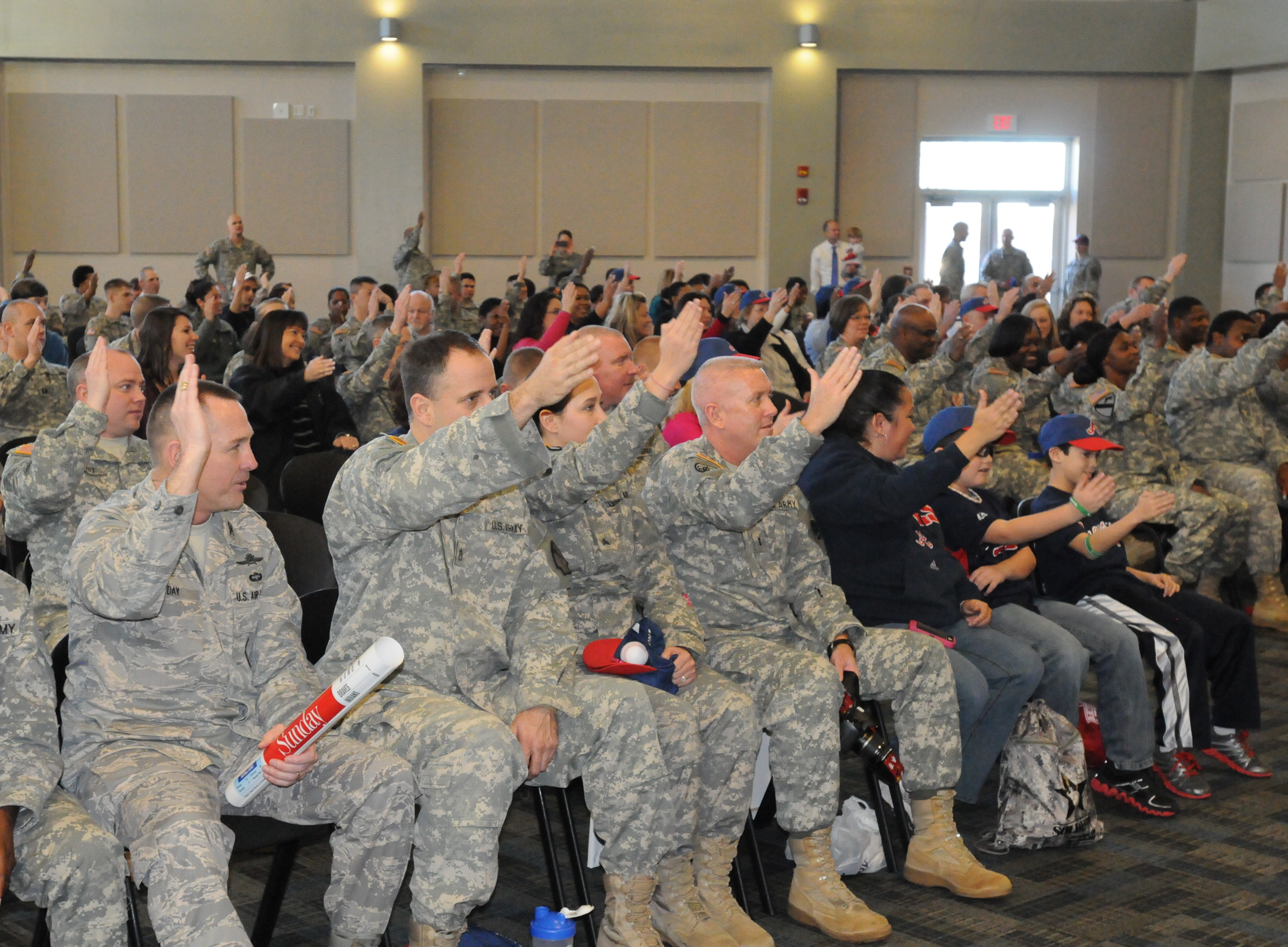
トマホーク・チョップのポーズをとるジョージア州兵

トマホーク・チョップ（英：Tomahawk chop）は、アメリカ合衆国のフロリダ州立大学を起源とするスポーツの応援スタイルの一つである。そこから派生する形でMLBのアトランタ・ブレーブス、NFLのカンザスシティ・チーフス、プレミアシップのエクセター・チーフスがこの応援を採用している。

## 起源
もともとはフロリダ州立大学の野球やアメリカンフットボールなど各種スポーツチームであるセミノールズの応援として使用され、同大学のマーチングバンドが演奏している。マーチングバンドのステレオタイプな「インディアン風」の太鼓音楽に合わせ、観客は立ち上がってインディアンの斧であるトマホーク型の応援グッズを振り下ろす。

## 「トマホーク・チョップ」を採用するスポーツチーム

### アトランタ・ブレーブス

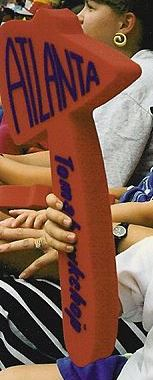
ブレーブスの試合観戦で使われるトマホーク型の応援グッズ

1991年にフロリダ州立大学出身でフットボール（当時アトランタ・ファルコンズ所属）との二刀流選手として知られていたディオン・サンダースがブレーブスに加入したのがきっかけと言われる。当初は本拠地フルトン・カウンティ・スタジアムでサンダースが試合に出場した時にトマホーク・チョップが使われていたが、ブレーブスも昔からマスコットや球団ロゴにインディアンが使われていたり、胸のマークがトマホークだったこともあって次第にチームの応援となっていった。そして腕のモーションもつけたもの（これもフロリダ州立大学から）もチームの応援に使われるようになった。現在のスタイルは、本拠地（ターナー・フィールド〜トゥルーイスト・パーク）の試合でブレーブスが得点のチャンスを迎えると、スクリーンに映ったトマホークが動き出し、ファンはトマホークを模した応援グッズを音楽に合わせて振り回すというものである。

### カンザスシティ・チーフス
チーフスの試合で最初にトマホーク・チョップが使われたのは1990年11月で、演奏をしていたのはノースウェスト・ミズーリ州立大学のマーチングバンドだった。演奏を指揮していたのは、トマホーク・チョップの発祥であるフロリダ州立大学の卒業生の男性であった。この応援についての選手・コーチの評判も良く、以後チーフスの名物応援となった。

### エクセター・チーフス
1999年にチーフスと改名されてから11年後の2010年よりチーム名にちなんだ応援としてトマホーク・チョップを採用している。

### その他
アメリカ以外でも日本の高校野球や高校サッカーで応援として使われることがある。

## 論争
インディアン民族を意匠化した応援であるため、インディアン民族や識者からの「人種差別である」との批判や抗議を受けることがある。